# G.V.B. Bravo
G.V.B. Bravo – portugalski rugbysta, jednokrotny reprezentant Portugalii w rugby union mężczyzn. Jego jedynym meczem w reprezentacji było spotkanie z Hiszpanią, który został rozegrany 5 kwietnia 1954 w Madrycie.